# Trest smrti v Konžské republice
Trest smrti v Konžské republice byl zrušen v roce 2015. Poslední poprava byla v zemi provedena v roce 1982, a tak byla Konžská republika podle Amnesty International před zrušením trestu smrti řazena k abolicionistům v praxi. I když byl v zemi trest smrti zrušen, Konžská republika nepřistoupila k Druhému opčnímu protokolu Mezinárodního paktu o občanských a politických právech.